# Pachyceracris
Pachyceracris är ett släkte av insekter. Pachyceracris ingår i familjen gräshoppor.
Kladogram enligt Catalogue of Life:
| Pachyceracris | \| \| Pachyceracris fusca \| \| \| \| \| \| Pachyceracris griveaudi \| \| \| \| |
|               | \| \| Pachyceracris fusca \| \| \| \| \| \| Pachyceracris griveaudi \| \| \| \| |
|               | Pachyceracris fusca                                                             |
|               |                                                                                 |
|               | Pachyceracris griveaudi                                                         |
|               |                                                                                 |